# Orsomarso
Orsomarso (Ursumàrzu in calabrese) è un comune italiano di 1 053 abitanti della provincia di Cosenza in Calabria, facente parte del parco nazionale del Pollino.

## Geografia fisica
Tale comune dà il nome alla Catena montuosa dell'Orsomarso, che costituisce l'espansione sud-occidentale del parco nazionale del Pollino, contribuendo a farne uno dei parchi nazionali più estesi d'Europa.

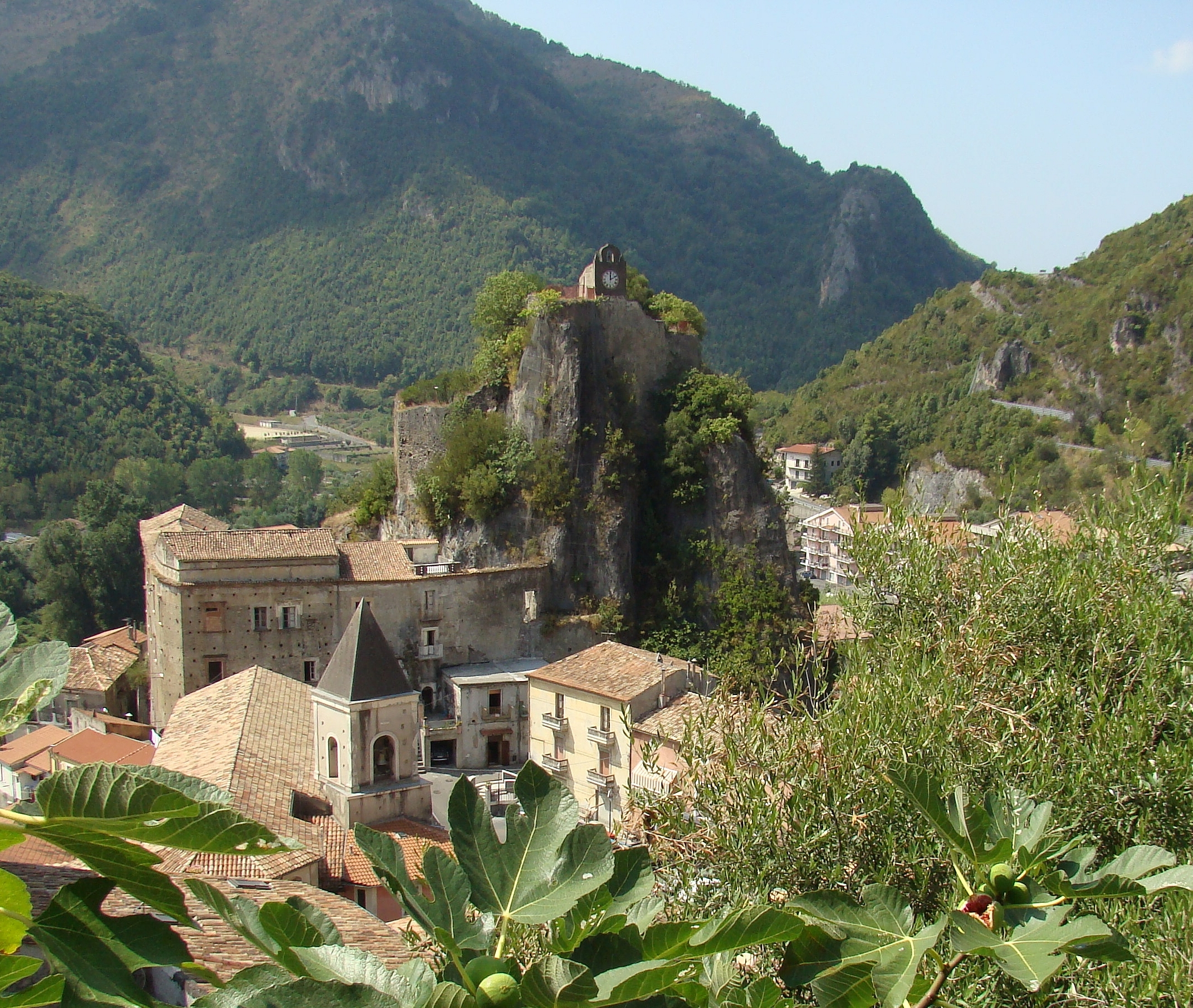
Vista dall'alto della torre dell'orologio sovrastante il castello baronale e la chiesa di San Giovanni Battista

Questo complesso montuoso che con la sua cima più elevata, il Cozzo del Pellegrino con m 1987 s.l.m.), è stato accostato al Massiccio del Pollino per alcune analogie che ne attestano l'unicità rispetto ad altre montagne vicine. Tra queste la più evidente è costituita dalla esistenza, soprattutto lungo le impervie pendici della Montea (m 1825 s.l.m.) del Pino Loricato che caratterizza con la sua esclusiva presenza, in Italia, il parco nazionale di cui fa parte, testimoniando dell'antico collegamento tra l'Italia meridionale ed i Balcani, attraverso il Mare Adriatico, quando i suoi fondali, durante le ere glaciali, non erano completamente sommersi e costituivano un corridoio preferenziale di scambio di flora e fauna tra i due versanti.
Altre caratteristiche comuni si ritrovano nelle specie faunistiche (lupo, lontra, aquila reale), nella purezza delle acque dei suoi torrenti, in ispecie l'Argentino, nella difficoltà di collegamenti viari tra versanti contigui, data la ripidità e la asprezza di molti versanti, spesso inaccessibili se non si è provetti scalatori, tutti fattori che esaltano la naturalità dei luoghi preservando gli antichi ecosistemi da rischi di alterazioni profonde.

## Storia
Di probabile origine romana sorta non come nucleo abitativo, bensì come fortezza a difesa degli avamposti romanici sviluppati lungo la pianura del fiume Lao. Non è improbabile però che la zona sia stata abitata da gruppi sparsi di uomini preistorici. Nel 389 in località Piano dei Morti si svolse una dura battaglia con la sconfitta dei Turini ad opera dei Sibaritici. Notizie certe circa l'esistenza dell'abitato si hanno solo verso l'anno 1000 diventando prima centro romanico con interessanti scambi commerciali e poi centro importante per il monachesimo basiliano. Questa zona è stata visitata da santi importanti quali San Nilo, San Leone Luca, San Saba, San Primo, San Fantino Il Giovane e San Macario, durante le incursioni saracene nell'interno, precisamente alla confluenza dei fiumi "Argentino" e "Porta La Terra", durante le lotte fra Goti e Bizantini per la difesa delle abbazie di Monaci Basiliani, sorse una fortezza: uno dei suoi comandanti fu Ursus Martius (Orso Marso) da cui derivò il nome del borgo che sorse intorno alla stessa fortezza.

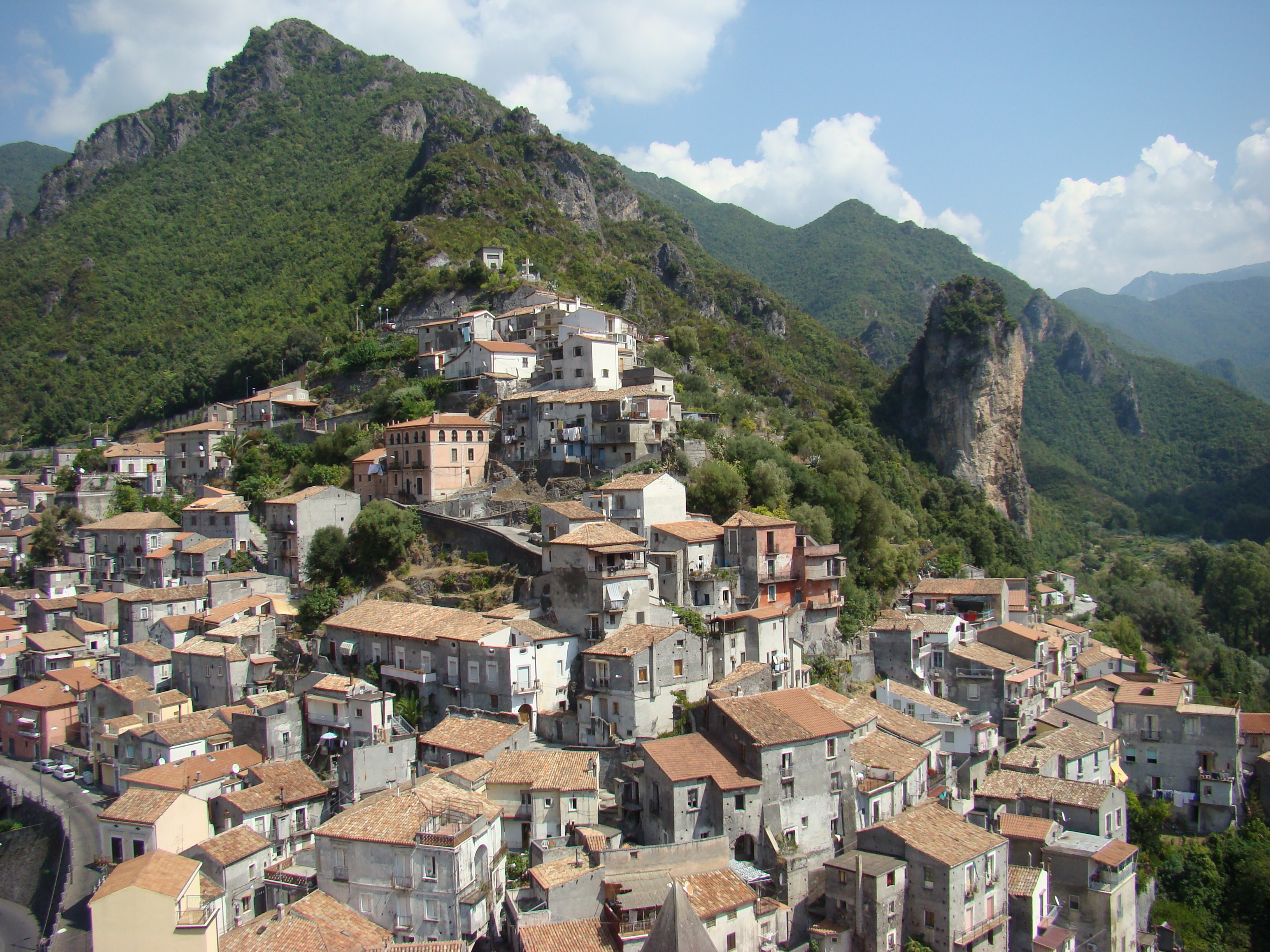
Il borgo di Orsomarso

L'abitato si è sviluppato non in modo graduale, ma a piccoli nuclei intorno a monasteri o palazzi. Nel Medioevo e nei secoli successivi, in seguito al recupero culturale del Monachesimo Greco-Bizantino, la terra di Orsomarso ebbe alterne vicende. Sequestrata a Barnaba Sanseverino, conte di Lauria, nel 1498, fu venduta da Federico II a Perrotto Bisach che lo donò in dote alla figlia Barbara. Nel 1538 Barbara porta in dono il feudo al conte Silvestro Tomacello Ferrante di Alarçon. Nel 1640 fu degli Ametrano. Nel 1668 il feudo va in proprietà ad Andrea I Brancati di Napoli. Il castello baronale, posto sotto l'orologio e le mura perimetrali, furono anche l'abitazione residenziale della famiglia Brancati. Il feudo dei Brancati venne dato in fitto al duca di Giovene e da questo a don Nicola Cavalcanti, marchese di Verbicaro. Con la fine del feudalesimo, Orsomarso prese parte attiva alle battaglie e lotte risorgimentali, dopo aver subito atroci rappresaglie da parte del comandante borbonico Necco.

## Monumenti e luoghi d'interesse

### Architetture religiose

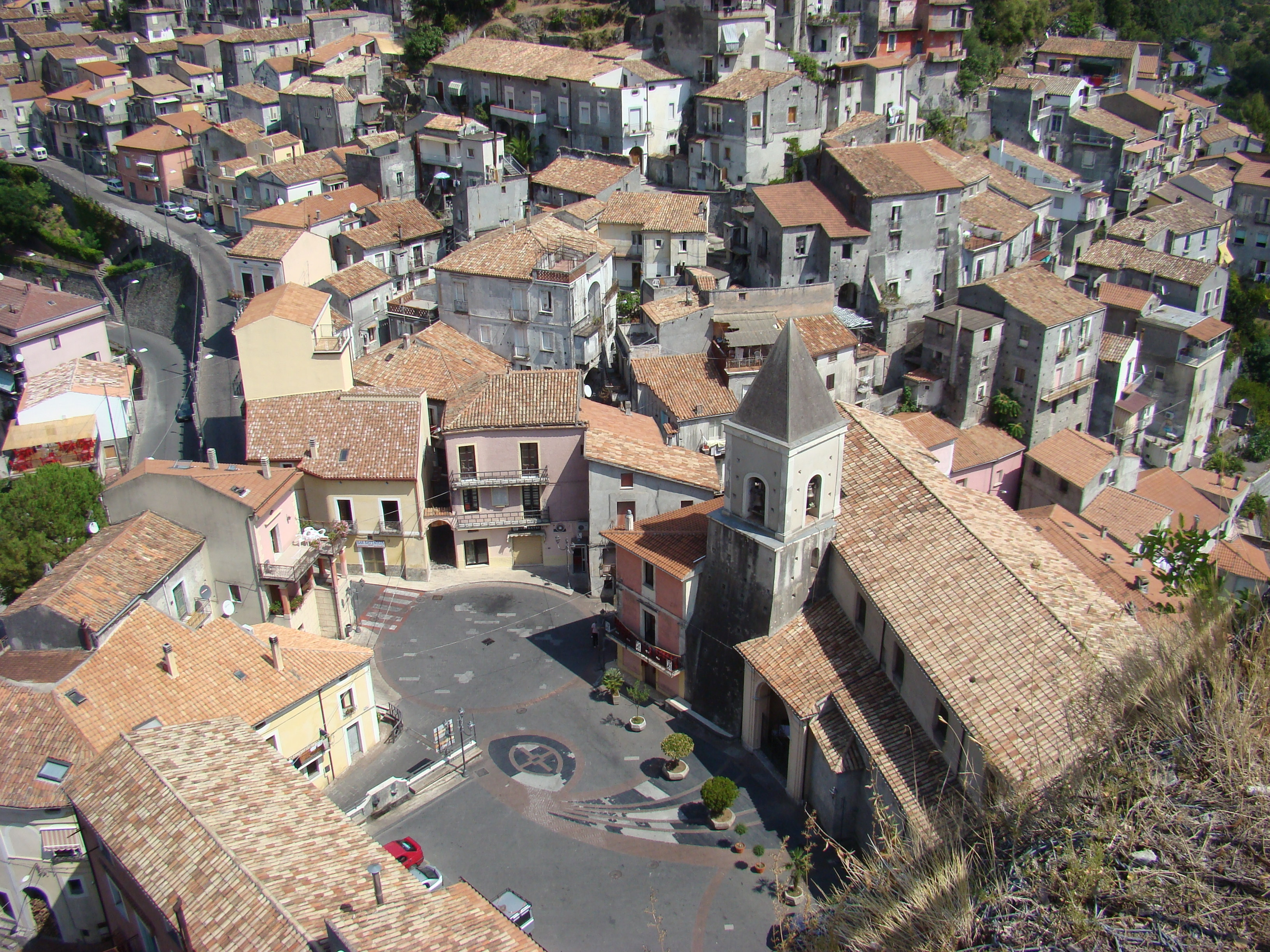
La chiesa di San Giovanni Battista e la piazza

- Chiesa di Santa Maria di Mércuri, del X secolo. La chiesetta è l'unica testimonianza dello scomparso abitato di Mercourion, di origine altomedievale, e degli cenobi ed eremi che lo circondavano in epoca medioevale. Formata da un'unica navata e con un'abside semicilindrica. Lungo le pareti ci sono sedili in muratura che utilizzavano gli antichi monaci greci (basiliani). Vi si trova una statuetta della Madonna, plasticata in manta di gesso, in cui si fondono gli attributi della madonna Odigitria e della madonna Coronata.
- Chiesa parrocchiale di San Giovanni Battista, nella piazza centrale del paese, costruita nel XVII secolo sui resti di una cappella medievale. All'interno due tele con due Sante incoronate da angeli di Francesco Antonio Collimodio, pittore locale del XVII secolo, e numerose altre tele dell'arte del XVII e XVIII secolo meridionale. La chiesa contiene otto altari in marmi policromi del XVIII secolo, un organo dipinto ed un coro ligneo.
- Cappella di San Cosimo di origine bizantina.
- Convento francescano edificato su resti del cenobio basiliano del X secolo circa, fondato nel 1610, venne chiuso dopo il terremoto del 1783.
- Chiesa di San Leonardo e resti di cenobio basiliano del X secolo, già intitolata a Santa Sofia.

### Architetture militari
- Ruderi del castello di Mercurion, di cui si hanno notizie fin dagli inizi del XIV secolo.

### Architetture civili
- Frammento del portale lapideo scolpito, XII secolo.
- Colonna mozza, quale basamento sacrificale, di epoca romanica.
- Mulino ad acqua, nei pressi della chiesetta di San Leonardo.
- Torre dell'orologio con punto panoramico.

### Altro
- Grotta di San Michele o dell'Angelo ed eremo di San Nilo, località Timpone Simara.

### Aree naturali
Questo comune è sede della riserva naturale Valle del Fiume Argentino, pertanto costituisce il punto di partenza ideale per molti itinerari escursionistici che si possono svolgere in questa porzione del Parco nazionale di cui fa parte. Tra questi si possono evidenziare il trekking lungo le gole del torrente Argentino o l'emozione delle discese in canoa o del "rafting" lungo le rapide del vicino fiume Lao. La valle offre aree naturali adatte al picnic. Inoltre è presente una falesia tra le più conosciute della regione.

## Società

### Evoluzione demografica
Abitanti censiti

## Infrastrutture e trasporti
Orsomarso è raggiungibile da Scalea percorrendo la strada provinciale (SP 9-10) sulla sponda destra del fiume Lao. La stazione ferroviaria di Marcellina-Verbicaro-Orsomarso è posta sulla linea tirrenica.